# Союз ТМ-6
Союз ТМ-6 е шестият пилотиран космически кораб от серията „Союз ТМ“, който лети до съветската космическа станция „Мир“.

## Екипаж

### При старта
Основен
- Владимир Ляхов (3) – командир
- Валерий Поляков (1) – бординженер
- Абдул Мохманд (1) – космонавт-изследовател

Дублиращ
- Анатолий Березовой – командир
- Герман Арзамазов – бординженер
- Мохамад Дуран Гулам Масум – космонавт-изследовател

### При кацането
- Владимир Титов (3) – командир
- Муса Манаров (1) – бординженер
- Жан-Лу Кретиен (2) – космонавт-изследовател

## Параметри на мисията
- Маса: 7070 кг
- Перигей: 195 км
- Апогей: 228 км
- Наклон на орбитата: 51,6°
- Период: 88,7 мин

## Описание на полета
Екипажът на „Союз ТМ-6“ е уникален в смисъл, че командирът Владимир Ляхов е обучен да управлява сам Союз ТМ, в случай че бъде изпратен кораб за спасяване на двамата космонавти от „Мир“. Сред екипажа липсва инженер, а останалите двама членове са космонавти-изследователи. Единият от тях е д-р Валерий Поляков, който ще остане на борда на Мир, за да наблюдава здравето на Владимир Титов и Муса Манаров в последния етап от едногодишния им престой в орбита. Другият е космонавтът Абдул Мохманд от Афганистан по програма Интеркосмос. Работата на Mохманд се състои главно в наблюдения на територията на Афганистан.
При приземяването си Ляхов и Мохманд на борда на кораба Союз ТМ-5 възникват извънредни ситуации, с които двамата се справят успешно.
При приземяването си на борда на кораба се намират Владимир Титов и Муса Манаров, които са рекордьори с едногодишния си полет в космоса, заедно с френския космонавт Жан-Лу Кретиен, пристигнал няколко дни по-рано на „Мир“ на борда на Союз ТМ-7.